# Monastère de la Sainte-Trinité (Pljevlja)
Le monastère de la Sainte-Trinité (en serbe cyrillique : Манастир Света Тројица ; en serbe latin : Manastir Sveta Trojica) est un monastère orthodoxe serbe situé près de Pljevlja au Monténégro.
Le monastère abrite aujourd'hui une communauté de moines.

## Présentation

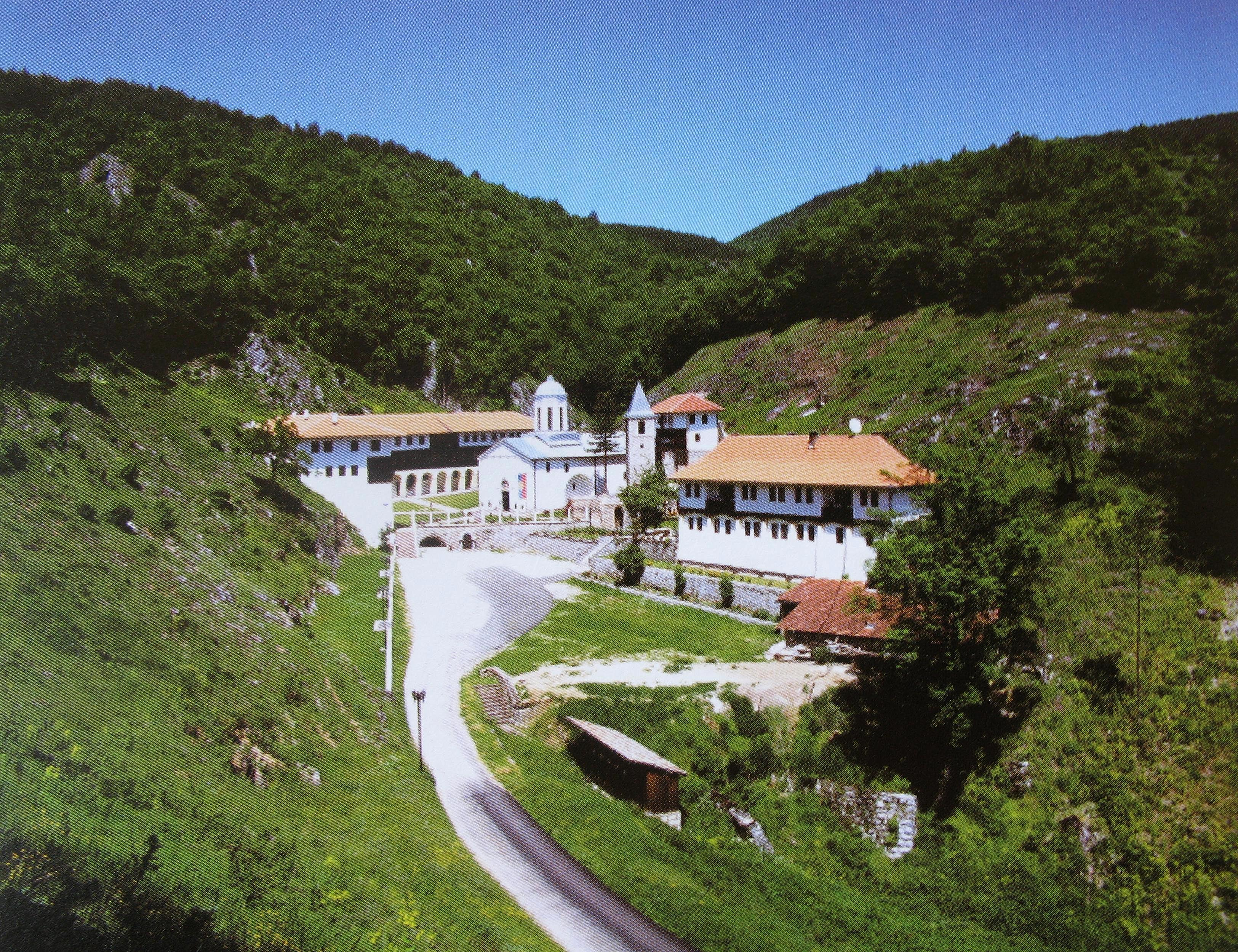
Vue générale du monastère.

Entouré de collines et situé dans une zone boisée, le monastère, situé près de Pljevlja, a sans doute été fondé avant la conquête ottomane de la région en 1465. Il est mentionné pour la première fois en 1537. Plusieurs fois détruit et reconstruit, il était connu pour son atelier de copistes et a servi de centre littéraire ; le scriptorium a connu son apogée au milieu du XVIIe siècle et, même si beaucoup de manuscrits enluminés sont encore aujourd'hui conservés au monastère, on en trouve à Vienne, Saint-Pétersbourg et Prague[réf. nécessaire].
Le monastère abrite un reliquaire réputé pour abriter une main de saint Sava, bien que cette main puisse aussi bien être celle d'un saint inconnu.

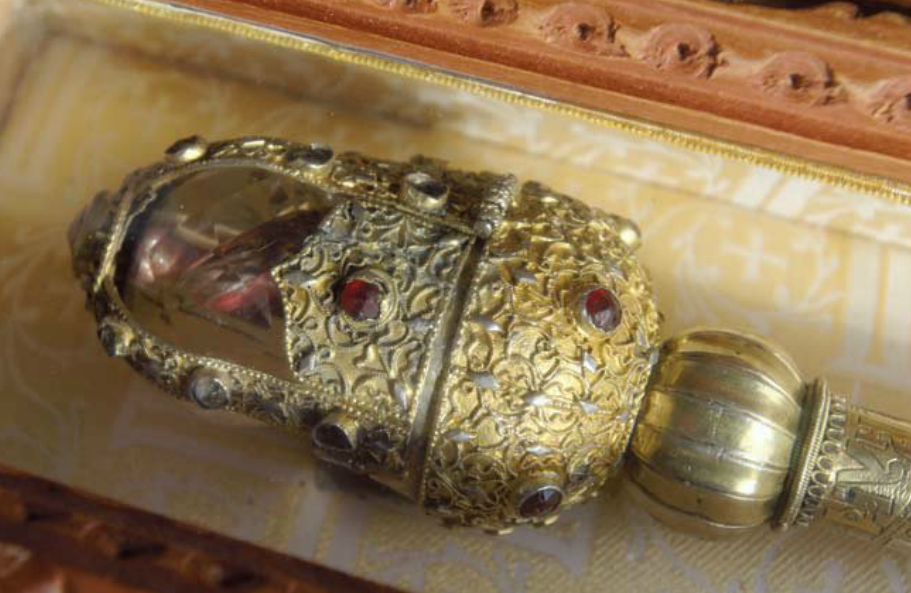
Le sceptre de saint Sava.

## Architecture
L'architecture du monastère diffère en partie de celle des autres monastères de la région. Son église, qui se rapproche du style serbo-byzantin, s'inscrit néanmoins dans un plan carré ; la nef est prolongée par une large abside. La nef elle-même est subdivisée en trois parties à l'aide de quatre piliers, deux au sud et deux au nord : la large partie centrale est dotée d'une voûte en berceau soutenue par les piliers, tandis que celles des ailes latérales sont dotées de voûtes transversales en demi-cercle[réf. nécessaire].

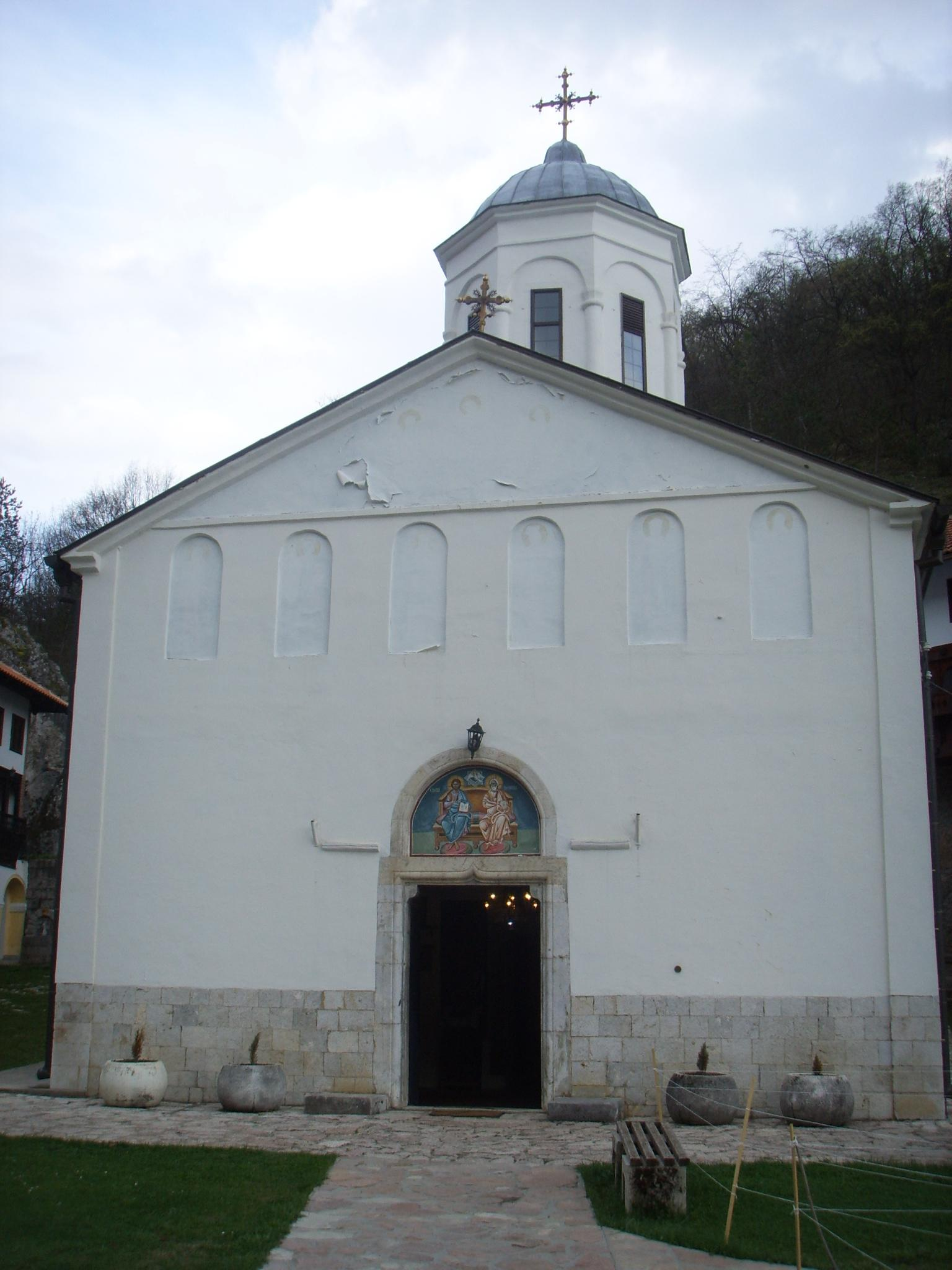
La façade occidentale de l'église de la Sainte-Trinité.
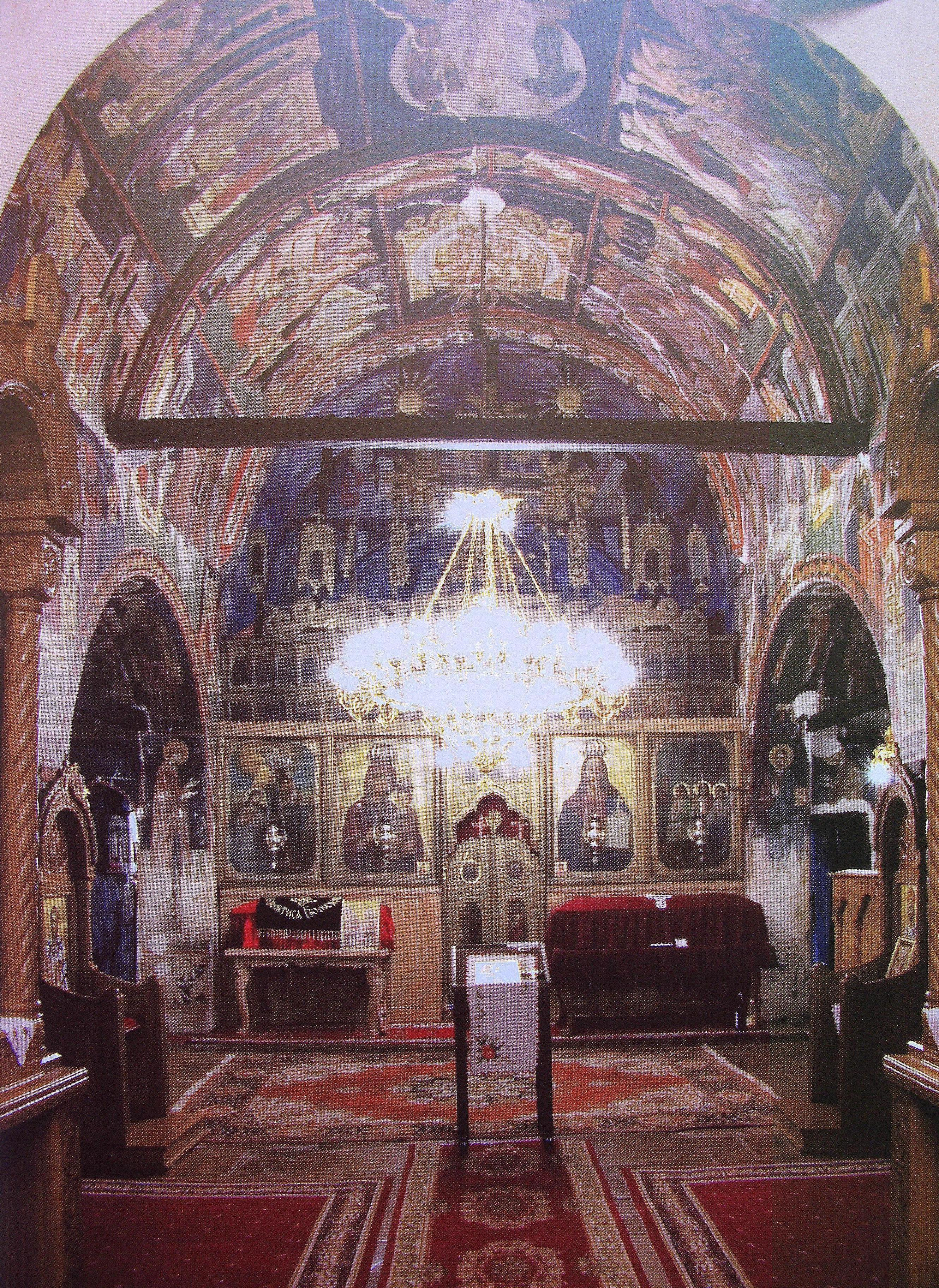
Vue de la nef.

## Fresques et icônes

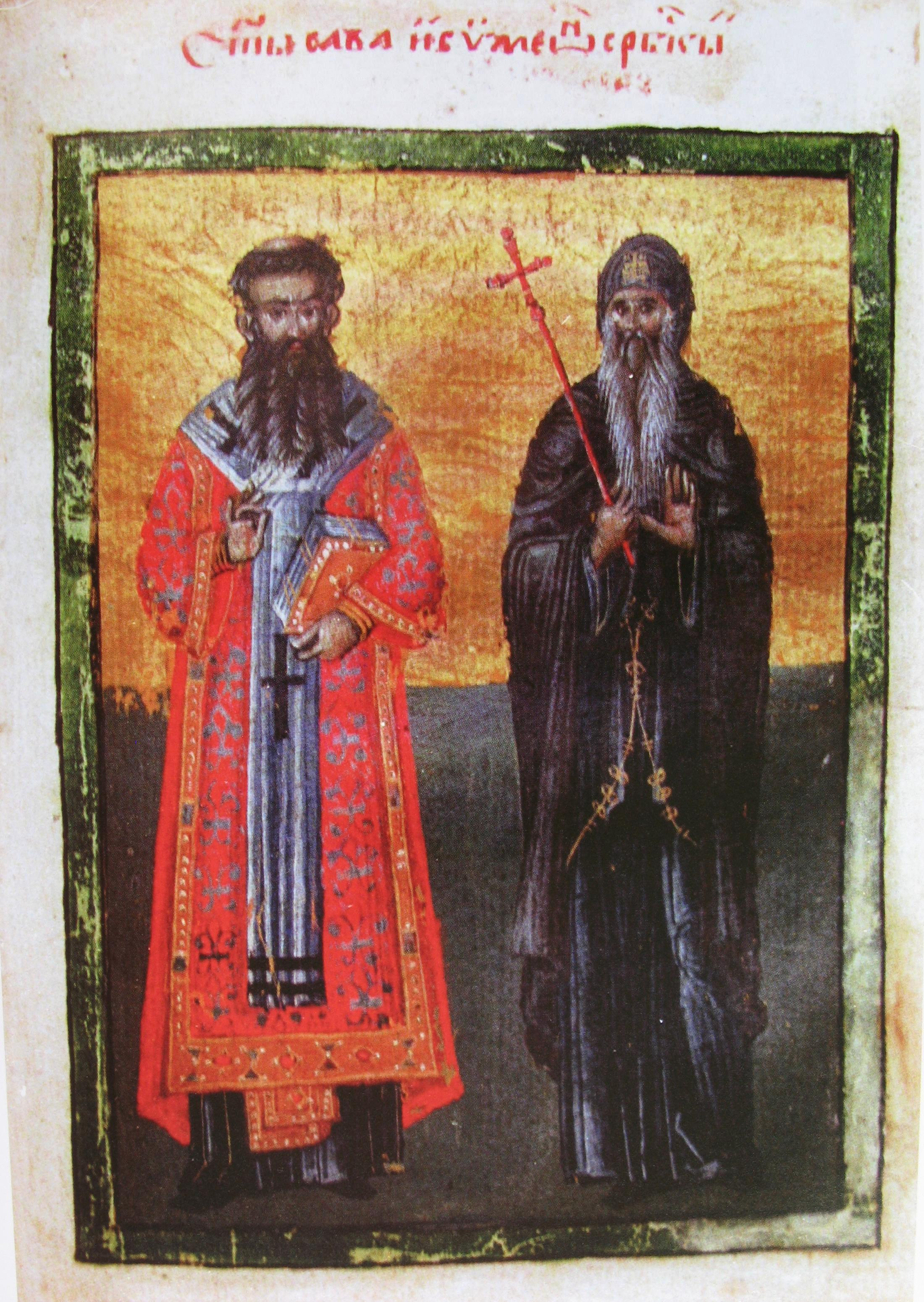
Saint Siméon (à gauche) et son fils saint Sava (à droite).

Les fresques de la nef sont datées de 1595. L'église abrite également de nombreuses icônes. L'une d'entre elles, représentant la Nativité, remonte aux années 1570 et est attribuée à l'iconographe serbe Longin, qui a aussi peint les fresques du monastère de Visoki Dečani ; une autre icône, celle du Baptême du Christ lui est également attribuée. Les 5 icônes peintes en 1645-1646 et aujourd'hui conservée dans le trésor du monastère, y ont été réalisées. On y trouve des icônes d'Andrija Raičević, des icônes de l'école crétoise et des icônes russes[réf. nécessaire].

## Trésor
Parmi les pièces d'orfèvrerie acquises au XVIe siècle figurent un reliquaire qui remonte à 1576 et un calice de 1578 ; le reliquaire a la forme d'une église surmontée de trois dômes ; le calice, quant à lui, rappelle d'autres pièces réalisées en Italie et de style gothique[réf. nécessaire].

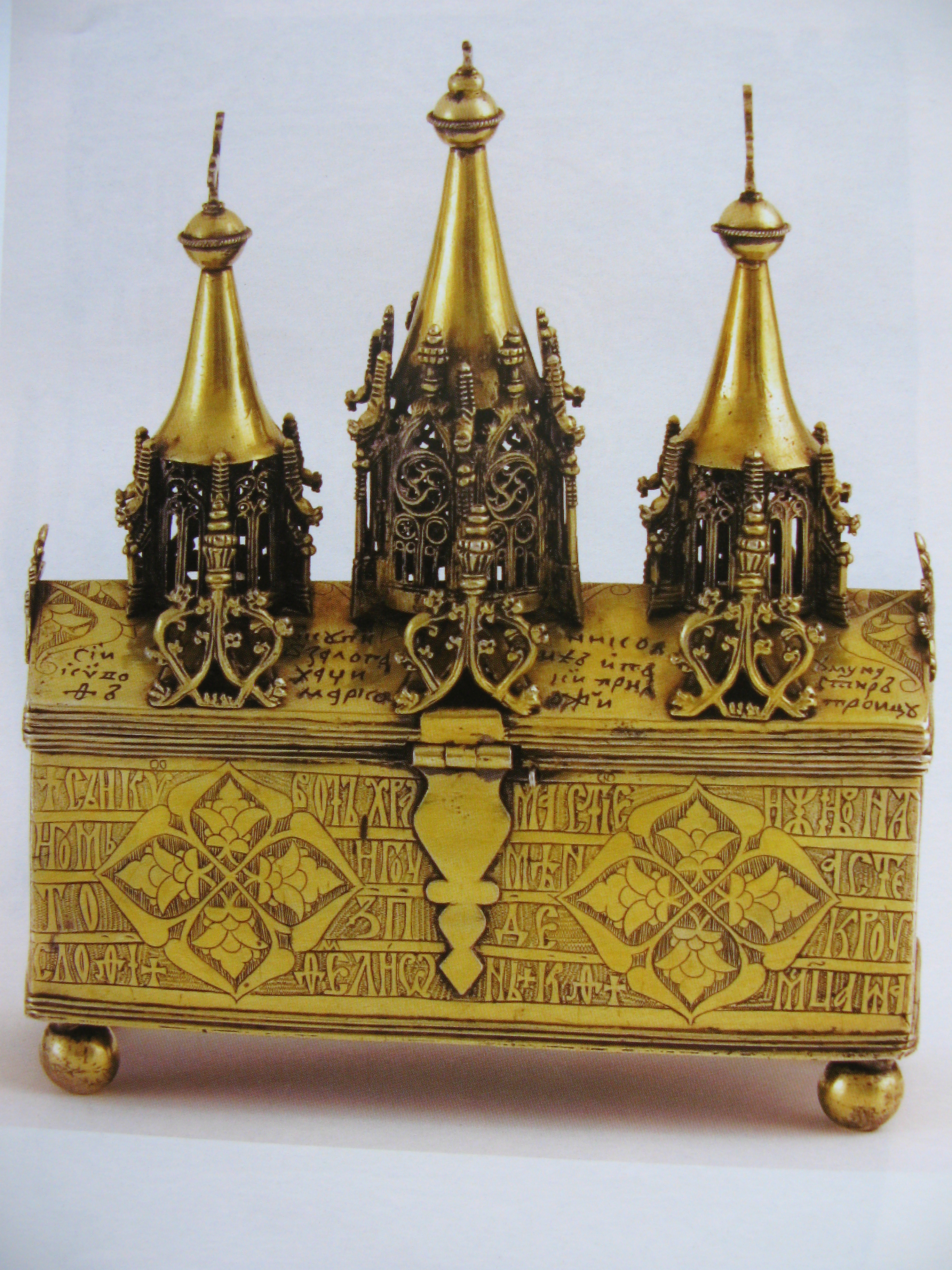
Le reliquaire de l'abbé Stefan.
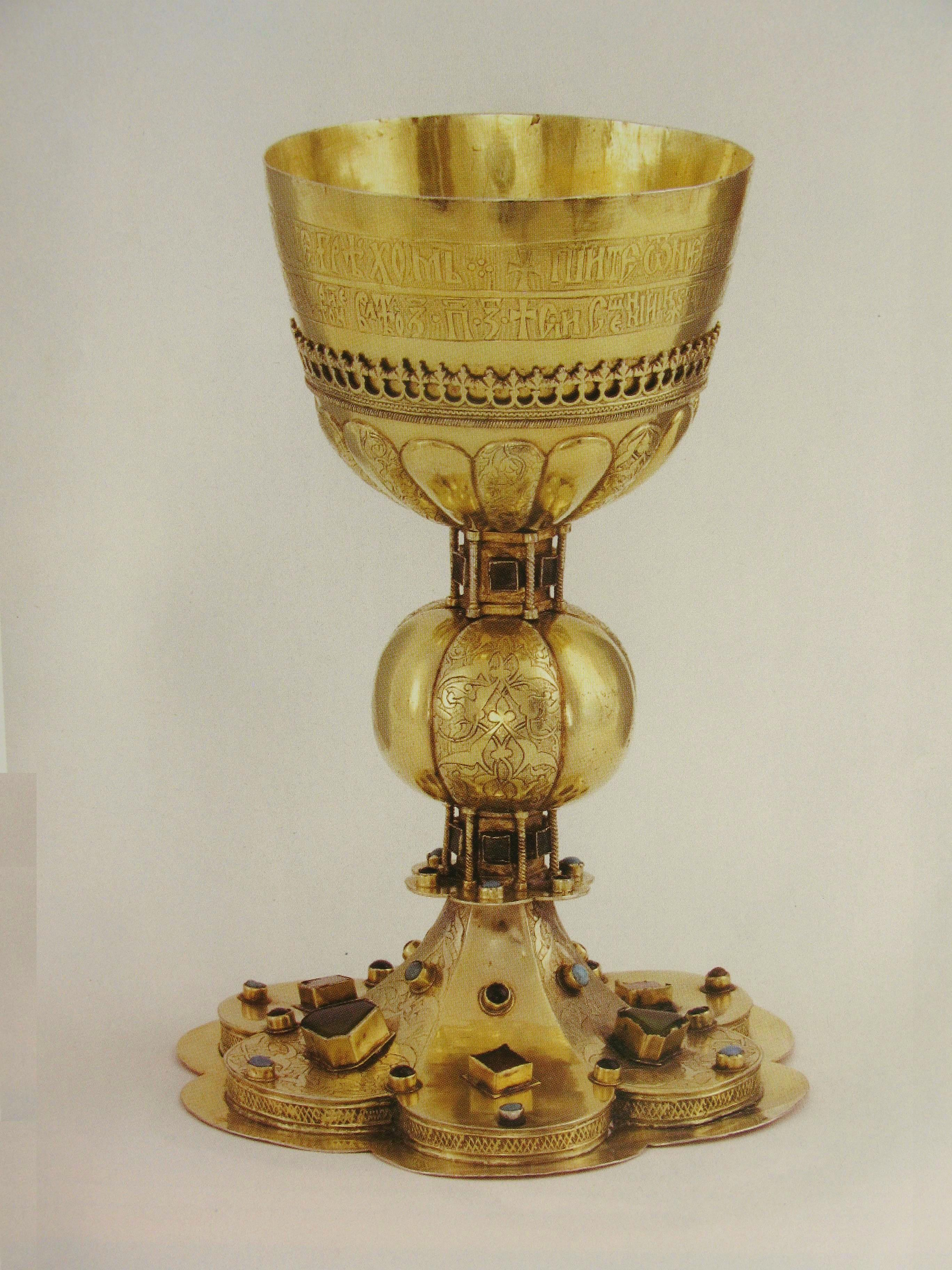
La calice de l'abbé Stefan.
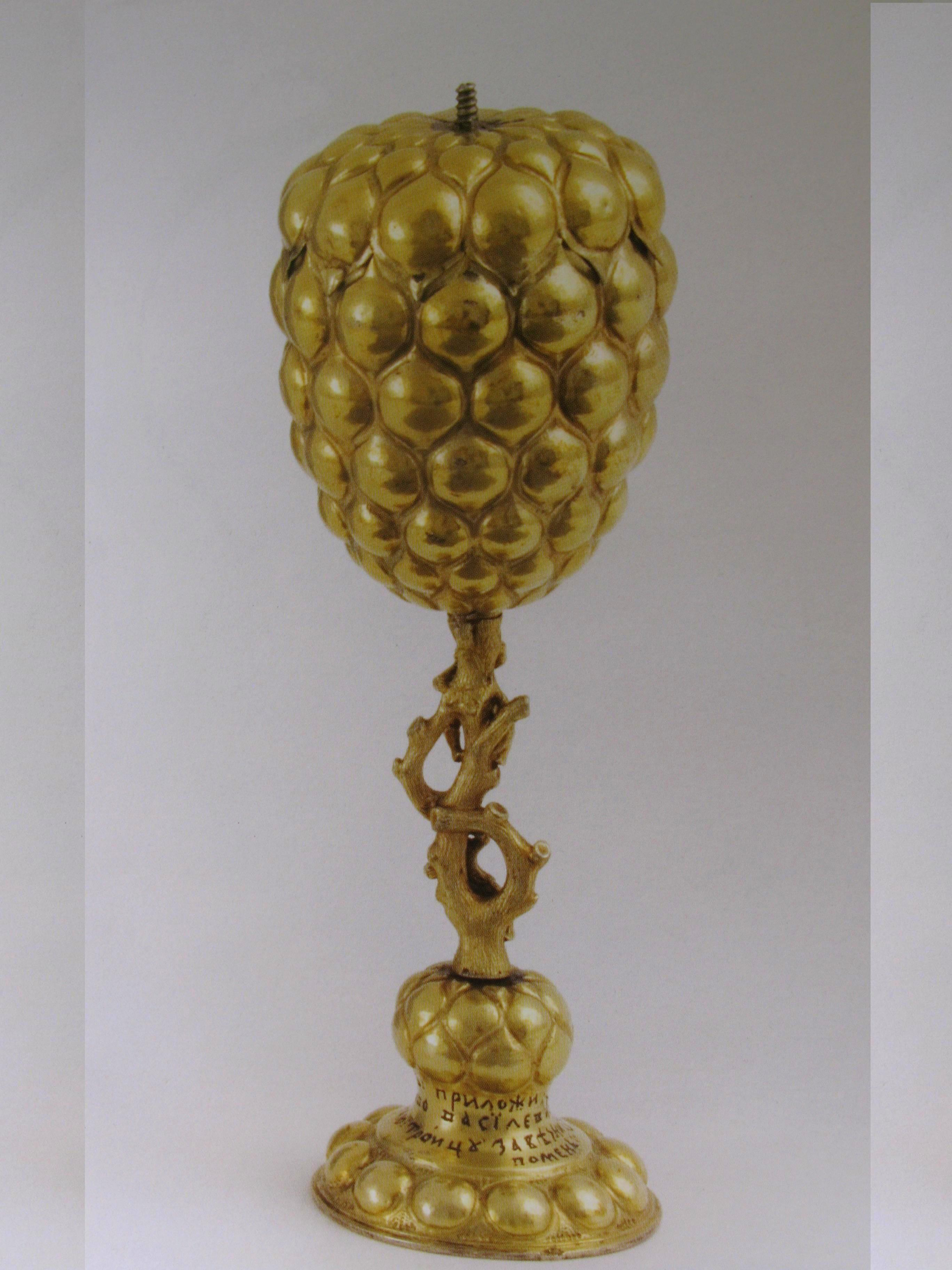
Calice du XVIIe siècle.

## Autres bâtiments monastiques

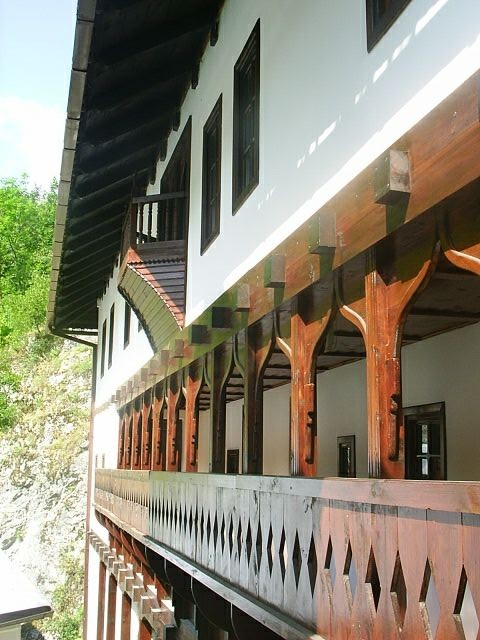
Le konak du monastère.